# Битва при Мокре (1462)
Вторая битва при Мокре произошла 7 июля 1462 года, как раз перед македонской кампанией Скандербега. Османский султан Мехмед II Завоеватель (1451—1481) завершил победами свои последние военные кампании, значительно увеличив территорию Османской империи. Он был достаточно уверен в себе, чтобы направить в Албанию новые силы для борьбы с Лежской лигой. Таким образом, он послал 23-тысячную армию под командованием Синан-бея, чтобы покончить с Албанией. Скандербег был подготовлен и двинулся к албанской границе. Войска подошли к Мокре, где Скандербег разместил свои войска на горе, господствующей над окрестностями. Когда турецкие войска подошли достаточно близко, албанцы устроили засаду, а турки обратились в бегство. Затем Скандербег напал на Османскую Македонию и разделил добычу со своими людьми.

## Исторический фон
В 1460—1462 годах Скандербег находился в Италии, где участвовал в военных действиях Фердинанда, короля Неаполя, многие из дворян которого поддерживали вторжение Жана Анжуйского, герцога Лотарингского. Помощь Скандербега имела решающее значение, и он возглавил войска, которые в конце концов разгромили Жана в Трои 18 августа 1462 года. Тем временем Мехмед Завоеватель окончательно завоевал Пелопоннес и Трапезунд. Узнав о присутствии Скандербега в Италии, он направил свои войска для вторжения в Албанию. Жена Скандербега, Доника Кастриоти, направила Скандербегу срочное письмо с просьбой о его возвращении в Албанию. Скандербег понял, что он нужен дома, поэтому оставил Фердинанда разбираться с сильно ослабленными сторонниками анжуйцев и вернулся вместе со своими людьми в Албанию.

## Битва
Султан послал 23-тысячное конное войско под командованием Синан-бея для борьбы с албанскими повстанцами. Скандербег быстро собрал 5-тысячное войско, к которому он присоединил ещё три тысячи человек, с которыми он сражался в Италии. С большой осторожностью он прошел по той же дороге, что и турки, и расположил своих людей в горах в долине Мокры, где турки-османы должны были пройти мимо. Когда турецкие войска прибыли, Скандербег приказал своим людям идти вперед, стуча в барабаны и мечи вместе, чтобы создать как можно больше впечатления об очень большой албанской армии. Турки-османы отступили в смятении, а албанцы продолжали преследовать их, нанося многочисленные потери и захватывая множество пленников.

## Последствия
Скандербег преследовал отступающие османские войска в Македонии. Поскольку основные турецкие силы в этом регионе были уже разбиты, Скандербег продолжал совершать набеги на Македонию и по возвращении в Албанию делил добычу со своими воинами. Мехмед Завоеватель был разгневан поражением и в следующем месяце отправил три отдельные турецкие армии в Македонию, чтобы подготовиться к вторжению в Албанию. Вместо этого Скандербег начал свое собственное вторжение в Османскую Македонию, разгромив каждую из трех армий, прежде чем они вступили в Албанию.